# Frank Aletter
Frank Aletter (New York, 14 gennaio 1926 – Tarzana, 13 maggio 2009) è stato un attore statunitense.
Ha recitato in oltre 100 serie televisive dal 1956 al 1991.

## Biografia
Fu sposato con Lee Meriwether, ex Miss America, dal 1958 al 1974. Hanno avuto due figlie, entrambe poi diventate attrici, Kyle Aletter-Oldham e Lesley Aletter. Ha sposato la sua seconda moglie, Estella, nel 1984.

## Filmografia

### Cinema
- La nave matta di Mister Roberts (Mister Roberts), regia di John Ford, Mervyn LeRoy (1955)
- Tigre in agguato (A Tiger Walks), regia di Norman Tokar (1964)
- Tora! Tora! Tora!, regia di Richard Fleischer, Kinji Fukasaku (1970)
- Spruzza, sparisci e spara (Now You See Him, Now You Don't), regia di Robert Butler (1972)
- Run, Cougar, Run, regia di Jerome Courtland (1972)
- American College (Private School), regia di Noel Black (1983)
- Vasectomy: A Delicate Matter, regia di Robert Burge (1986)

### Televisione
- The Alcoa Hour – serie TV, episodio 1x19 (1956)
- Kraft Television Theatre – serie TV, un episodio (1956)
- The United States Steel Hour – serie TV, un episodio (1959)
- Bringing Up Buddy – serie TV, 35 episodi (1960-1961)
- General Electric Theater – serie TV, episodio 10x13 (1961)
- The Gertrude Berg Show – serie TV, un episodio (1962)
- Armstrong Circle Theatre – serie TV, 5 episodi (1955-1962)
- Corruptors (Target: The Corruptors) – serie TV, episodio 1x31 (1962)
- The Lloyd Bridges Show – serie TV, un episodio (1962)
- Fred Astaire (Alcoa Premiere) – serie TV, un episodio (1962)
- The Lucy Show – serie TV, un episodio (1962)
- Hazel – serie TV, un episodio (1963)
- Ai confini della realtà (The Twilight Zone) - serie TV, episodio 4x11 (1963)
- The Wide Country – serie TV, episodio 1x25 (1963)
- Vacation Playhouse – serie TV, episodio 1x05 (1963)
- Il mio amico marziano (My Favorite Martian) – serie TV, un episodio (1963)
- Undicesima ora (The Eleventh Hour) – serie TV, un episodio (1963)
- Il dottor Kildare (Dr. Kildare) – serie TV, un episodio (1963)
- Perry Mason – serie TV, 2 episodi (1963-1964)
- Grindl – serie TV, un episodio (1964)
- La grande avventura (The Great Adventure) – serie TV, episodio 1x22 (1964)
- The Cara Williams Show – serie TV, 30 episodi (1964-1965)
- Il fuggiasco (The Fugitive) – serie TV, un episodio (1965)
- Ben Casey – serie TV, 2 episodi (1963-1966)
- Twelve O'Clock High – serie TV, 2 episodi (1965-1966)
- It's About Time – serie TV, 26 episodi (1966-1967)
- The Banana Splits Adventure Hour – serie TV, 9 episodi (1968-1969)
- The Doris Day Show – serie TV, un episodio (1969)
- Petticoat Junction – serie TV, 2 episodi (1966-1969)
- Lassie: Peace Is Our Profession – film TV (1970)
- Il fantastico mondo di Mr. Monroe (My World and Welcome to It) – serie TV, un episodio (1970)
- Mod Squad, i ragazzi di Greer (The Mod Squad) – serie TV, un episodio (1970)
- Nancy – serie TV (1970)
- Reporter alla ribalta (The Name of the Game) – serie TV, un episodio (1970)
- Medical Center – serie TV, un episodio (1971)
- Love, American Style – serie TV, un episodio (1971)
- La tata e il professore (Nanny and the Professor) – serie TV, un episodio (1971)
- Funny Face – serie TV, un episodio (1971)
- F.B.I. (The F.B.I.) – serie TV, 2 episodi (1968-1972)
- The Don Rickles Show – serie TV, un episodio (1972)
- The Bold Ones: The Lawyers – serie TV, un episodio (1972)
- Lassie – serie TV, 2 episodi (1972)
- Detective anni '30 (Banyon) – serie TV, un episodio (1972)
- Maude – serie TV, un episodio (1972)
- Temperatures Rising – serie TV, un episodio (1972)
- Jigsaw – serie TV, un episodio (1973)
- Ironside – serie TV, 3 episodi (1969-1973)
- M*A*S*H – serie TV, un episodio (1973)
- Disneyland – serie TV, 2 episodi (1973)
- Adam-12 – serie TV, un episodio (1974)
- Il pianeta delle scimmie (Planet of the Apes) – serie TV, un episodio (1974)
- L'uomo da sei milioni di dollari (The Six Million Dollar Man) – serie TV, un episodio (1975)
- Kolchak: The Night Stalker – serie TV, un episodio (1975)
- Mannix – serie TV, 2 episodi (1967-1975)
- S.W.A.T. – serie TV, un episodio (1975)
- Kojak – serie TV, un episodio (1975)
- Marcus Welby (Marcus Welby, M.D.) – serie TV, 4 episodi (1973-1975)
- L'uomo invisibile (The Invisible Man) – serie TV, un episodio (1975)
- Petrocelli – serie TV, un episodio (1976)
- Il ricco e il povero (Rich Man, Poor Man)– miniserie TV, un episodio (1976)
- Cannon – serie TV, 2 episodi (1971-1976)
- Hunter – serie TV, un episodio (1976)
- Holmes and Yo-Yo – serie TV, un episodio (1976)
- Racconti della frontiera (The Quest) – serie TV, un episodio (1976)
- What's Happening!! – serie TV, un episodio (1977)
- Le ragazze di Blansky (Blansky's Beauties) – serie TV, un episodio (1977)
- Insight – serie TV, 6 episodi (1971-1977)
- Switch – serie TV, 2 episodi (1976-1977)
- Arcibaldo (All in the Family) – serie TV, un episodio (1978)
- La donna bionica (The Bionic Woman) – serie TV, un episodio (1978)
- Project UFO – serie TV, un episodio (1978)
- Pepper Anderson agente speciale (Police Woman) – serie TV, 3 episodi (1975-1978)
- Colombo (Columbo) – serie TV, episodio 7x04 (1978)
- Operazione sottoveste (Operation Petticoat) – serie TV, un episodio (1978)
- David Cassidy - Man Undercover – serie TV, un episodio (1978)
- Squadra emergenza (Emergency!) – serie TV, 2 episodi (1972-1978)
- Fantasilandia (Fantasy Island) – serie TV, 2 episodi (1978-1979)
- Love Boat (The Love Boat) – serie TV, un episodio (1979)
- Hello, Larry – serie TV, un episodio (1980)
- ABC Weekend Specials – serie TV, un episodio (1981)
- Lou Grant – serie TV, un episodio (1981)
- The Star Maker, regia di Lou Antonio – film TV  (1981)
- Tre cuori in affitto (Three's Company) – serie TV, un episodio (1981)
- CHiPs – serie TV, un episodio (1982)
- Quincy (Quincy M.E.) – serie TV, 3 episodi (1978-1982)
- Capitol – serie TV (1982)
- Alice – serie TV, un episodio (1983)
- Con affetto, tuo Sidney (Love, Sidney) – serie TV, un episodio (1983)
- L'albero delle mele (The Facts of Life) – serie TV, un episodio (1983)
- Automan – serie TV, un episodio (1984)
- Simon & Simon – serie TV, un episodio (1984)
- La signora in giallo (Murder, She Wrote) – serie TV, episodio 1x10 (1985)
- Hotel – serie TV, un episodio (1985)
- Tre per tre (Three's a Crowd) – serie TV, un episodio (1985)
- Professione pericolo (The Fall Guy) – serie TV, 2 episodi (1982-1985)
- Cuori senza età (The Golden Girls) – serie TV, un episodio (1985)
- Dallas – serie TV, un episodio (1986)
- T.J. Hooker – serie TV, un episodio (1986)
- Falcon Crest – serie TV, un episodio (1986)
- You Again? – serie TV, un episodio (1987)
- Matlock – serie TV, un episodio (1987)
- Scuola di football (1st & Ten) – serie TV, un episodio (1988)
- The New Adam-12 – serie TV, un episodio (1991)
- General Hospital – serie TV (1991)